# Gründerwettbewerb – Mit Multimedia erfolgreich starten
Der Gründerwettbewerb – Mit Multimedia erfolgreich starten war ein von 2004 bis 2010 in Deutschland durchgeführter Ideen-Wettbewerb mit dem Ziel, vielversprechende technologieorientierte Gründungen im Multimedia-Segment zu identifizieren und den Schritt in die Gründung zu fördern und zu begleiten. Die Preise wurden vom Bundesministerium für Wirtschaft vergeben. Die Sieger der jährlichen Wettbewerbsrunden wurden üblicherweise auf den großen Fachmessen der ITK- und Multimediabranche, u. a. der SYSTEMS, der Games Convention und der eHome, der CeBIT und der IFA, prämiert und vorgestellt. Zusätzlich wurden die Preisträgerteams ab dem Jahr 2007 beim jährlich stattfindenden Gründerkongress für die „Multimedia-Gründung des Jahres“ des Bundeswirtschaftsministeriums berücksichtigt.
Im Jahr 2007 gewann Mymuesli aus Passau.

## Der Wettbewerb
In den Jahren 2004 bis 2010 wurden pro Jahr zunächst drei, ab 2007 zwei Wettbewerbsrunden durchgeführt. In jeder Wettbewerbsrunde erhielten bis zu drei Preisträger 25.000 Euro als Startkapital für ihre geplante Firma. Davon wurden 5.000 Euro bei Bekanntgabe der Preisträger ausgezahlt, die restlichen 20.000 Euro erst nach vollzogener Gründung. Zusätzlicher Bestandteil des Preises war ein professionelles Coaching zur betriebswirtschaftlichen oder auch technischen Begleitung der Unternehmensgründung. Bis zu zehn weitere Preisträger wurden mit einer Startprämie von 5.000 Euro prämiert.
Ab 2007 wurden, bei unveränderter Höhe der Preisgelder, bis zu fünf Hauptpreise und bis zu 15 weitere Preise je Wettbewerbsrunde vergeben. Außerdem wurde in jeder der Wettbewerbsrunden ein Zusatzpreis zu einem besonderen Fokusthema vergeben. Die Sonderpreise wurden jeweils von einem zusätzlichen Sponsor initiiert.

## Teilnahmevoraussetzungen
Teilnehmen durften alle natürlichen Personen mit Wohnsitz in Deutschland, die ein Unternehmen im Bereich Multimedia in Deutschland gründen wollten oder höchstens vier Monate vor der ersten Einreichung gegründet hatten.